# Amyna flavirena
Amyna flavirena là một loài bướm đêm trong họ Noctuidae.